# Grzechotnik pospolity
Grzechotnik pospolity (Crotalus horridus) – gatunek jadowitego węża z podrodziny grzechotnikowatych (Crotalinae) w rodzinie żmijowatych (Viperidae).
Osobniki dorosłe osiągają zwykle długość 90–150 cm. Rzadko dochodzą do 180 cm długości.
Występuje we wschodniej połowie Stanów Zjednoczonych i jest szeroko rozprzestrzeniony. Dawniej był też spotykany na przyległym obszarze Kanady w prowincji Ontario, ale ta populacja wymarła (po raz ostatni odnotowano go tam w 1941 roku). Spotykany na terenach pustynnych, jak również w lasach. W górach spotykany do wysokości 2000 metrów nad poziom morza. Często spotykany nad brzegami rzek.
Jego jad jest bardzo silny, ugryzienie może być śmiertelne dla człowieka. Żywi się drobnymi kręgowcami.